# 光明街 (香港)

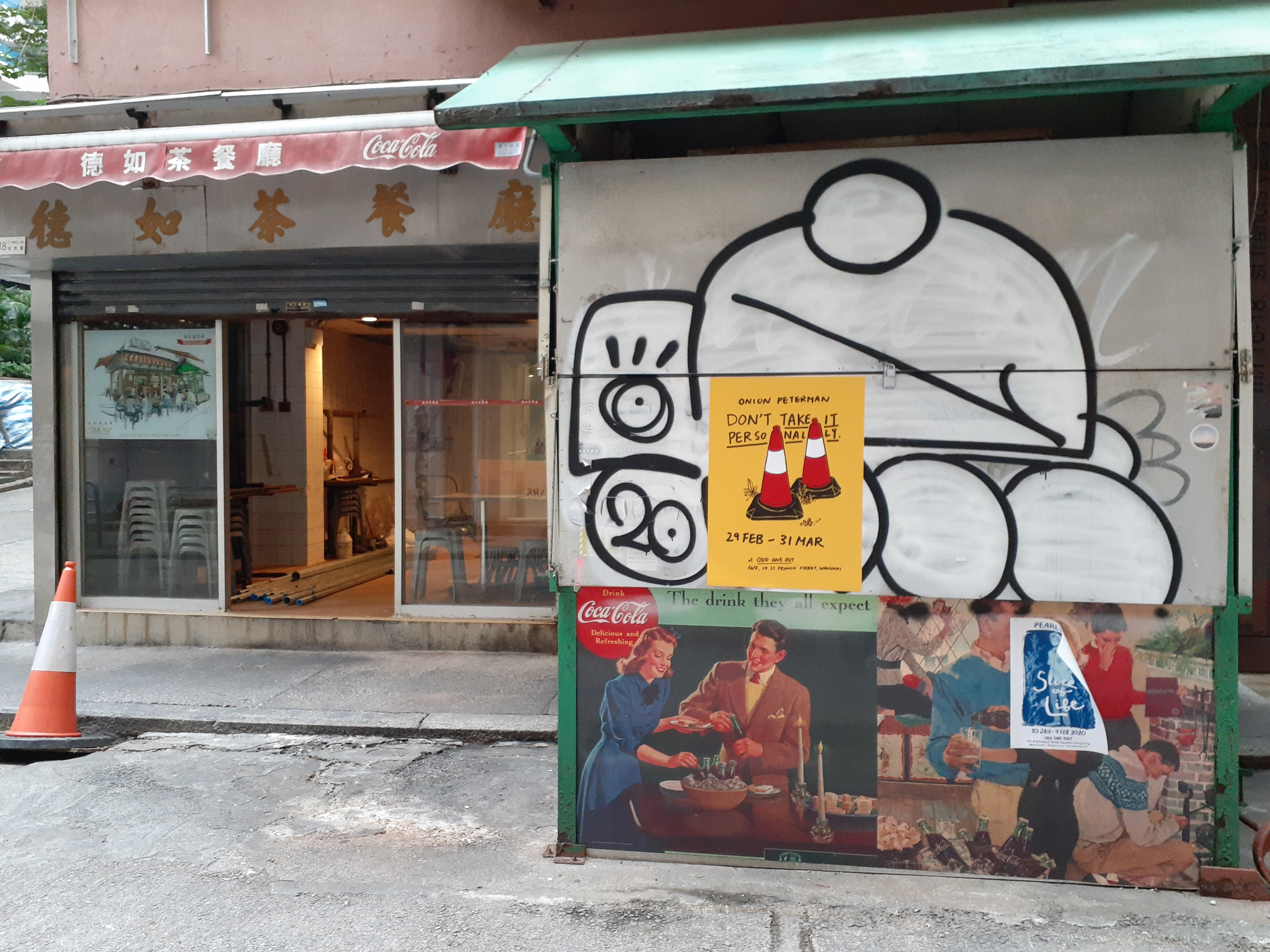
德如茶餐廳位於光明街和進教圍交界

光明街（英語：Kwong Ming Street，舊稱聖嬰孩里）是位於香港灣仔區的一條街道，鄰舍中還有日街、月街和星街。
。

## 歷史
當年住在灣仔的人多是貧苦大眾，賭博和賣淫業猖獗，許多女子墮入火坑，街上常有嬰兒被遺棄。1848年，聖保祿修院前身的聖保祿女修會4名修女來港，在進教圍設立孤兒院「聖童之家」收養棄嬰，1853年遷往附近的海旁東（今蘭杜街和晏頓街之間）繼續服務。因此光明街又舊稱聖嬰孩里（Holy Infant Lane），相信是紀念當年天主教會在收養棄嬰的工作。
後來由於香港第一間發電廠灣仔發電廠在附近落成，街道為此在1925年6月12日才改名為「光明街」，比喻以電力帶來光明。

## 事件
光明街不是一條大街，但是在市政局舉辦的「第六屆中文文學創作獎」（1986年）中，参賽者梁世榮以描寫灣仔光明街為題，感動了評審團，奪得散文組第一名，此文章載於《香港文學展顏：第四輯》。梁世榮博士本人為香港理工大學應用社會科學系副教授（页面存档备份，存于）。
2020年1月23日，位於光明街2號，有65年歷史的德如茶餐廳經營至最後一天，餐廳製作的奶茶曾被 CNN（香港）網站選為香港四大之一，而創辦人蘇德如幼子蘇懷豪指因年紀大而決定結業。後來曾任咖啡配茶師的黃先生接手，蘇懷豪將奶茶的製作方法傳授給新店主，而新店主亦保留店外的鐵皮大排檔，餐廳於同年4月重開。

## 鄰近
- 聖母聖衣堂
- 萬豪閣